# ناحیه شیرانی
ناحیه شیرانی (به انگلیسی: Sherani District) یکی از ناحیه‌های قبایلی تقریبا خود مختار هست که مردم آن پشتون های  پاکستان هستند. این منطقه جزو مناطق فدرالی پشتون ها است.ولی طبق قانون سیاسی پاکستان موقتا در بلوچستان واقع شده‌است. ناحیه شیرانی ۲٬۸۰۰ کیلومتر مربع مساحت و ۱۵۳٬۱۱۶ نفر جمعیت دارد.